# Korg MS-20
De Korg MS-20 is een analoge monofone synthesizer, geproduceerd door Korg van 1978 tot begin jaren 80. De MS-20 wordt gezien als de grotere broer van de Korg MS-10 die slechts één VCO, geen AR, geen ESP en geen Highpass VCF bevat.
Alhoewel de Korg MS-20 inmiddels een ouder model is, is het nog steeds een veel gezochte en gebruikte synthesizer.
In 2013 werd de Korg MS-20 Mini uitgebracht die gebaseerd is op de MS-20. Deze is 86% kleiner dan het oorspronkelijke model, gebruikt 1/8" jacks voor input en output en heeft MIDI- en USB-aansluitingen. Voor de rest is hij elektronisch identiek aan de MS-20. In 2015 werd deze ook in beperkte oplage als zelfbouwpakket (Kit) uitgebracht.

## Ontwerp
De MS-20 is een semi-modulaire synthesizer. Dit wil zeggen dat vanbinnen de verschillende onderdelen (de 2 VCO's, 2 VCF's, VCA, LFO, ADSR en AR (een ADSR zonder D en S)) al zo verbonden zijn dat het een 'standaard' synthesizer is. Maar hieraan kun je veel veranderen door met kabeltjes de onderdelen anders aan te sluiten op het patchpaneel rechts. Dit gebeurt met 1/4" jack-kabeltjes.
De MS-20 staat dus bekend om zijn vele mogelijkheden, maar ook om zijn 'rauwe' klank en dat is dan vooral te danken aan de filters. De filters die zijn opgebouwd rond de KORG 35-IC, dat is het geval in de vroegste reeks die geproduceerd is, ze klinken het meest 'rauw', de latere zijn opgebouwd rond de LM13600 IC en klinken iets 'normaler en schoner'.

## Specificaties
Dit zijn alle mogelijkheden op een MS-20:
| Onderdelen                | Mogelijkheden | Losse modules op het patchpaneel |
| ------------------------- | --- | --- |
| VCO 1                     | - Golfvomen: driehoekgolf, zaagtand, blokgolf (pulsbreedte is regelbaar) en ruis - Octaaf is instelbaar van 32' tot 4'                                                                  | "Sample and hold" |
| Mixer voor VCO 1 en VCO 2 | 2 levelknopjes | |
| VCO 2                     | - Golfvormen: saw, square, 10% puls en ringmodulatie tussen de square van VCO 1 en die van VCO 2 - De frequentie is regelbaar (-12 tonen tot +12) - Octaaf is instelbaar van 16' tot 2' | Ruis generator (witte en roze) |
| Highpass VCF              | Cutoff frequentie en resonance (peak genoemd) | External signal processor (volgt de frequentie van een geluidssignaal en zet het om in een spanning zodat het gebruikt kan worden om bv. de VCO's mee aan te sturen) |
| Lowpass VCF               | Cutoff frequentie en resonance (peak genoemd) | Tweede VCA |
| LFO                       | Draaiknop om de golfvorm te laten variëren van saw>triangle>ramp of de pulsbreedte van de uitgang op het patchbord. Regelbare snelheid                                                  | Modulatiewiel en momentary switch |
| ADSR                      | Hold, attack, decay, sustain en release tijd | En meer eventuele verbindingen (zie hiernaast) |
| AR                        | Delay (beginpunt van de envelope), attack en release tijd | |
| Portamento en fine tune   | | |

## Bekende artiesten
Artiesten die de Korg MS-20 hebben gebruikt zijn onder andere:
| - A Flock of Seagulls - Air - Aphex Twin - Apoptygma Berzerk - Astral Projection - Daft Punk - Deutsch-Amerikanische Freundschaft | - Digitalism - Goldfrapp - Jon Hopkins - KaS Product - Klaxons - Liam Howlett van The Prodigy - NTRSN - Legowelt - Royksopp | - Skinny Puppy - Soulwax - Spleen United - William Orbit |